# 九游龙飞云车真命天子郑朝
九游龙飞云车真命天子郑朝，简称真命天子郑朝、真龙天子郑朝、郑朝，是指1958年至1959年期间在福建省福州市等地，以郑仁金为首成立的一个秘密结社政权。

## 概述
福州人郑仁金原为不务正业的神棍，绰号“采花蜂”，曾强奸诱奸妇女20多人，福州解放后因进行迷信诈骗活动被判刑和管制。从1956年起，郑仁金纠集郑仁德等人，利用群众中的封建迷信思想，以封官许爵、代神医病等骗术，在福州、闽侯、南平、三明等地市拉拢群众入伙，先后发展成员149人，分布于古田、尤溪、三明、闽侯等8个县市。
1958年郑仁金在福州水上地区，利用封建迷信蒙骗水上船民，成立“九游龙飞云车真命天子郑朝”，自封“皇帝”、“真命天子”，并分封其骨干分子为“元帅”、“将军”、“首相”及各部、院、司“大臣”等。还分封“母后”、“皇后”、“太子”、“公主”、“娘娘”。“郑朝”成立后，加官进爵，有“宰相”、“诸侯”、“九卿”、“总帅”、“总兵”、“巡检”、“督察”等文武官员67人。“皇宫”设在大小船只上。3个多月内，在南平至福州的闽江航线上，收罗地主、恶霸、土匪、刑事犯罪分子等达70多人，并发动受骗的船民100多名参加“朝见皇帝”活动，称要“改朝换代”，夺取政权。他们制造、散布种种谣言，攻击和污蔑中国共产党和人民政府，并策划于1959年3月14日（农历二月初六）举行暴动，推翻人民政权和社会主义制度，而后“登基坐殿”。郑仁金一伙还私设刑堂、非法审讯、诈骗钱财、奸淫妇女、制造谣言、欺诈群众，严重危害水上治安。被郑仁金奸淫的“皇后”、“妃子”等就有10多人。
1959年1月18日晚10时许，正当一伙反革命骨干在中洲岛与三县洲之间江面大船上“朝见皇帝”、“分封众臣”时，被公安机关一网打尽，逮捕郑仁金等首犯、主犯10多人。1960年1月18日福州市中级人民法院依法判处郑仁金死刑，其他16名主要骨干分子分别被判处无期徒刑和有期徒刑。1960年2月郑仁金被福建省高级人民法院终审依法判处死刑。